# 埃卡特·祖尔
埃卡特·祖尔（德語： 或 ，1943年4月20日—），德国男子曲棍球运动员。他曾代表西德参加1968年和1972年夏季奥林匹克运动会曲棍球比赛，其中1972年奥运会获得一枚金牌。